# Ægyptiaca
Pour les articles homonymes, voir Aegyptiacus, Aegyptiaca et Aegyptiacum.
Ægyptiaca (ou Histoire de l'Égypte) est l'histoire de l'Égypte antique, en trois volumes, écrite en grec par le prêtre égyptien Manéthon, à la demande de Ptolémée Ier, au début du IIIe siècle avant notre ère.

## L’histoire du livreÆgyptiaca
Dans ce document, Manéthon divise l'histoire en trente dynasties de souverains d'Égypte, division toujours utilisée depuis par les égyptologues qui ont cependant défini une dynastie 0 ainsi qu'une XXXIe dynastie.
Ce document, disparu, n'est connu que par des citations fragmentaires et souvent déformées par des historiens successifs :
- Jules l'Africain (ou Sextus Julius Africanus), historien romain chrétien, écrivit au début du IIIe siècle un ouvrage en cinq volumes Chronographiai. Il rassemble la chronologie égyptienne, la mythologie grecque et l'histoire juive, mais ne cherche qu'à cautionner la chronologie chrétienne, en ne conservant que l'ossature de l'œuvre de Manéthon.
- Flavius Josèphe, historiographe romain juif, écrivit les Antiquités judaïques et Contre Apion, au Ier siècle. S'il évoque brièvement Manéthon dans le premier ouvrage[2], il le cite surtout dans le second. Mais du travail de son prédécesseur, il ne s'intéresse qu'à ce qui a trait aux Hébreux et au peuple juif[3].
- Eusèbe de Césarée, évêque et historien, a lui aussi constitué une autre liste inspirée de Manéthon, dont deux versions nous sont parvenues. L'une nous a été transmise par le moine et chroniqueur byzantin Georges le Syncelle, dit Syncellus, à qui on doit également la liste d'Africanus. L'autre, dite version arménienne, vient directement directement du livre d'Eusebius.

## L’histoire selon Manéthon à l’aune de l’histoire comme discipline scientifique actuelle
Pour la rédaction de son œuvre, Manéthon, en tant que prêtre, avait accès aux listes royales des bibliothèques des temples et aux fonds documentaire de bibliothèques, dont celui de la grande bibliothèque d'Alexandrie. C’est à lui que l'on doit notamment la division en trente dynasties des souverains d'Égypte. Cependant, son histoire de l'Égypte antique, Ægyptiaca, est sujette à caution : on sait depuis l'analyse de François de Bovet, dès 1835, qu'elle est truffée d’erreurs et d’affabulations.
La pensée historiographique (c'est-à-dire la manière d'écrire l'histoire) d’un historien tel que Manéthon est, en effet, radicalement différente de la méthodologie historique qui, au XXe siècle, a acquis une dimension scientifique incontestée. L’évaluation des sources n’est pas une préoccupation chez Manéthon : il utilise des dynasties recomposées pour cautionner une vision cyclique du monde ou à des fins de propagande et, de plus, il utilise des traditions populaires sans les soumettre à un examen critique.
Les historiens de l’école méthodique distinguent ainsi quatre types de critique :
- La critique externe porte sur les caractères matériels du document tels son papier, son encre, son écriture, les sceaux qui l'accompagnent. Les historiens actuels peuvent s'appuyer sur des technologies très sophistiquées.
- La critique interne repose sur la cohérence du texte. Or, dans Ægyptiaca, plusieurs décomptes ne s'accordent pas entre eux.
- La critique de provenance touche l'origine de la source. Or, dans Ægyptiaca, des traditions populaires sont reprises comme des faits réels.
- La critique de portée s'intéresse aux destinataires du texte. Or, dans Ægyptiaca, la rédaction est en plusieurs endroits biaisée à des fins de propagande (vision du pouvoir royal) ou pour satisfaire la vision cyclique du temps (celle qu'ont les Égyptiens).

Aux sources narratives, qui rendent compte directement de ce qui s'est passé, il convient d’ajouter l’ensemble des sources documentaires, dont le but premier n'était pas de renseigner sur l'histoire. Un historien actuel s'appuie, en particulier, sur les sources documentaires constituées par le contenu des fouilles : pour ce faire, il utilise toutes les données de l'archéologie (voir l'article détaillé données archéologiques sur l'Exode et Moïse).

## Manéthon et le récit biblique
Les écrits de Manéthon en rapport avec le récit biblique nous sont principalement connus par Flavius Josèphe, qui ne s'intéresse qu'à ce qui a trait aux Hébreux et au peuple juif,. Dans Antiquités judaïques, il raconte l'histoire de Noé et dit qu'il mourut après avoir vécu neuf cent cinquante ans. Il explique alors que les "anciens" pouvaient vivre plus longtemps. Il prend pour preuve les témoignages de différents auteurs : « J'ai là-dessus le témoignage de tous ceux, Grecs ou Barbares, qui ont écrit des antiquités : Manéthon, qui a fait les annales des Égyptiens [...] rapportent que ces premiers hommes vivaient mille ans ». Eusèbe de Césarée reprendra ensuite ce passage dans sa Préparation évangélique.
Manéthon raconte l'invasion puis le départ de l'Égypte d'une population d'Asiatiques, les Hyksôs ce qui est attesté par l'archéologie. Lorsque la Bible fut traduite en grec, la Septante, les historiens grecs comparèrent cette version de l'histoire avec leur propre version. Pour eux, l'analyse fut sans appel : ce peuple hébreu est inconnu dans leurs documents, il a donc toujours été au plus très petit, il est donc impossible que ce peuple ait lutté victorieusement contre une Égypte alors à son apogée. Seul Flavius Josèphe, Juif convaincu, essaie de défendre l'histoire biblique dans son livre Contre Apion, en invoquant des sources extra-bibliques. Ce texte, repris par d'autres auteurs comme Eusèbe de Césarée, a parfois été interprété comme une association des Hyksôs aux Hébreux, assimilation depuis largement démonétisée.
L'égyptologue Frédéric Servajean critique, néanmoins, l'association de l'Exode et des Hyksôs que font les commentateurs de Manéthon : « Voilà pourquoi, dans les fragments manéthoniens rapportés par Flavius Josèphe, les XVIIIe et XIXe dynasties sont traitées ensemble : l'épisode des Pasteurs/Hyksôs (XVIIIe dynastie) et l'épisode d'Orsaseph/Moïse (XIXe dynastie) sont mis en relation parce que les premiers sont les ancêtres des seconds [...] Si l'on examine maintenant les autres fragments manéthonniens où il est question de Moïse, on se rend compte que celui-ci n'est pas nécessairement mis en relation avec la XVIIIe dynastie. »